# Maria xứ Modena
Maria xứ Modena (tiếng Ý: Maria di Modena hay Maria d'Este; tiếng Anh: Mary of Modena; tên đầy đủ: Maria Beatrice Eleonora Anna Margherita Isabella d'Este; 5 tháng 10 [lịch cũ: 25 tháng 9] năm 1658 – 7 tháng 5 [lịch cũ: 26 tháng 4] năm 1718) là Vương hậu của Anh, Scotland và Ireland với tư cách là người vợ thứ hai của James II & VII (1633–1701). Là một người Công giáo sùng đạo, Maria kết hôn với James lúc đó góa vợ, và là em trai cũng như người thừa kế của Charles II (1630–1685). Maria không quan tâm đến chính trị và hết lòng vì James và các con, hai trong số họ sống sót đến tuổi trưởng thành, là những người yêu sách ngai vàng James Francis Edward và Louisa Maria Teresa.
Sinh ra là công nữ của Công quốc Modena ở phía tây bắc nước Ý, Maria phần lớn được nhớ đến vì sự ra đời gây tranh cãi của James Francis Edward, người con trai duy nhất còn sống của bà. Sự ra đời của James Francis Edward là một yếu tố góp phần vào Cách mạng Vinh quang, cuộc cách mạng đã phế truất James II & VII và thay thế ông bằng Mary II, một người theo đạo Tin lành và là con gái lớn của James II từ cuộc hôn nhân đầu tiên với Anne Hyde. Mary II và chồng là Willem III xứ Oranje sẽ cùng nhau trị vì cả ba vương quốc.
Maria buộc phải lưu vong ở Pháp, được những người theo phái Jacobite gọi là "Vương hậu trên mặt nước" (Queen over the Water). Maria sống với chồng và các con tại Château de Saint-Germain-en-Laye do Louis XIV của Pháp cung cấp. Trong thời gian là góa phụ, Maria dành thời gian với các nữ tu tại Tu viện Chaillot, thường xuyên tới thăm vào mùa hè với con gái là Louisa Maria Teresa. Năm 1701, khi James II qua đời, James Francis Edward khi đó 13 tuổi trở thành Vua theo những người phái Jacobite. Vì còn quá trẻ để nắm quyền cai trị danh nghĩa, Maria đã đại diện cho con trai cho đến khi James 16 tuổi. Khi James Francis Edward được yêu cầu rời khỏi Pháp như một phần của thỏa thuận trong Hiệp ước Utrecht năm 1713, chấm dứt Chiến tranh Kế vị Tây Ban Nha, Maria đã ở lại mặc dù không còn người thân ở đây, sau khi Louisa Maria Teresa qua đời năm 1712 vì bệnh đậu mùa. Được những người Pháp đương thời nhớ đến một cách trìu mến, Maria qua đời vì bệnh ung thư vú vào năm 1718.

## Đầu đời (1658–1673)

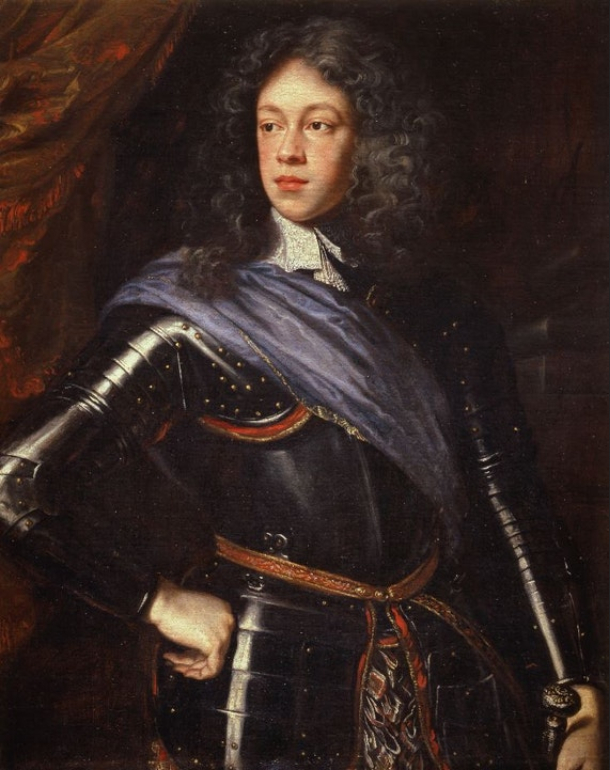
Alfonso IV d'Este, cha của Maria, trong bức chân dung được vẽ bởi Justus Sustermans

Maria Beatrice d'Este, người con thứ hai và lớn tuổi nhất còn sống của Alfonso IV, Công tước xứ Modena và vợ là Laura Martinozzi, sinh ra vào ngày 5 tháng 10 năm 1658 (lịch mới) tại Modena, Công quốc Modena, Ý. Người em trai duy nhất của Maria là Francesco kế vị tước hiệu Công tước sau khi cha qua đời vào năm 1662, năm Maria lên bốn tuổi. Mẹ của Maria và Francesco là Laura rất nghiêm khắc với các con, và đóng vai trò nhiếp chính của công quốc cho đến khi Francesco đạt đến tuổi trưởng thành. Nền giáo dục của Maria rất tuyệt vời, khi công nữ nói tiếng Pháp và tiếng Ý lưu loát, có kiến thức tốt về tiếng Latin và sau đó là thành thạo tiếng Anh.
Maria được những người đương thời mô tả là "cao và có vóc dáng đẹp", và được Lord Peterborough tìm kiếm để kết hôn với James, Công tước xứ York. Lord Peterborough là Groom of the Stole của Công tước xứ York. Là người đã góa vợ, James là em trai và là người thừa kế của Charles II của Anh. Công tước phu nhân Laura ban đầu không trả lời thẳng lời đề nghị của Peterborough, theo lời đại sứ Pháp, bà hy vọng có được một cuộc hôn nhân "hoành tráng" hơn với Carlos II của Tây Ban Nha, khi đó mới 11 tuổi. Dù lý do ban đầu khiến Laura miễn cưỡng là gì, cuối cùng Công tước phu nhân cũng chấp nhận lời cầu hôn thay mặt cho con gái. Hai người kết hôn thông qua ủy quyền vào ngày 30 tháng 9 năm 1673, khi đó Maria mới chỉ gần 15 tuổi và James 39 tuổi.
Modena nằm trong phạm vi ảnh hưởng của Louis XIV của Pháp, người đã ủng hộ việc ứng cử Maria và chào đón bà nồng nhiệt tại Paris, nơi Maria dừng chân trên đường đến Anh, và tặng cho bà một chiếc trâm cài trị giá 8.000 bảng Anh. Sự chào đón của Maria tại Anh lại lạnh nhạt hơn nhiều. Quốc hội, vốn hoàn toàn gồm những người theo Tin lành, đã phản ứng không tốt trước tin tức về một cuộc hôn nhân Công giáo La Mã, vì lo ngại đây là âm mưu của "Giáo hoàng" chống lại đất nước. Công chúng Anh, chủ yếu theo đạo Tin lành, đã gọi Công tước phu nhân xứ York (tên gọi mà Maria được biết đến về sau cho đến khi James lên ngôi) là "con gái của Giáo hoàng". Quốc hội đe dọa sẽ hủy bỏ cuộc hôn nhân, dẫn đến việc Charles phải đình chỉ quốc hội cho đến ngày 7 tháng 1 năm 1674 (lịch cũ), để đảm bảo cuộc hôn nhân được tôn trọng và bảo vệ danh tiếng của Vương tộc Stuart.

## Công tước phu nhân xứ York (1673–1685)

### Gia đình

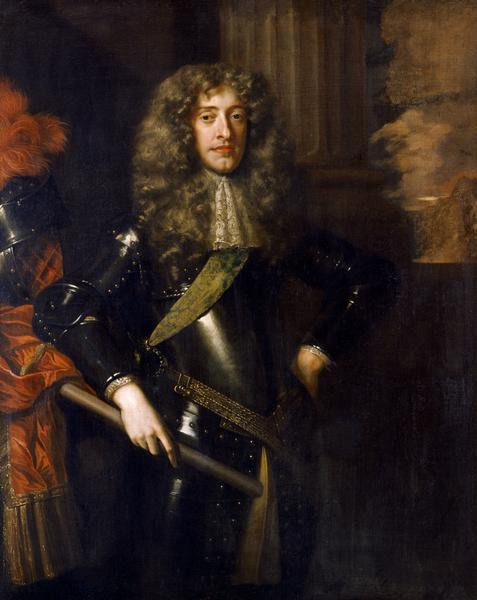
James, Công tước xứ York, trong bức chân dung được vẽ bởi Sir Peter Lely

James, một người Công giáo La Mã, hơn cô dâu của mình 25 tuổi, có vết sẹo do bệnh đậu mùa và nói lắp. Ông đã bí mật cải sang Công giáo vào khoảng năm 1668. Maria lần đầu thấy James vào ngày 23 tháng 11 năm 1673 (lịch cũ), vào ngày diễn ra lễ cưới thứ hai của họ. James rất hài lòng với cô dâu của mình, nhưng Maria ban đầu không thích James và bật khóc mỗi lần nhìn thấy ông. Tuy nhiên, Maria đã sớm có thiện cảm với chồng mình. Từ cuộc hôn nhân đầu tiên với Anne Hyde, một thường dân, người đã qua đời năm 1671, James có hai người con gái là Quý cô Mary và Quý cô Anne. Họ được James giới thiệu với Maria bằng câu nói, "Ta mang đến cho các con một người bạn mới". Trái ngược với Mary, Anne không thích người vợ mới của cha mình. Do đó, Maria chơi đùa với Anne để chiếm được tình cảm cô con gái riêng của chồng.
Công tước phu nhân xứ York nhận được 5.000 bảng Anh tiền chi tiêu hàng năm và người hầu riêng của mình, do Carey Fraser, Bá tước phu nhân xứ Peterborough đứng đầu. Nơi đây thường xuyên được các quý bà do James lựa chọn lui tới: Frances Stewart, Công tước phu nhân xứ Richmond và Anne Scott, Công tước thứ 1 xứ Buccleuch. Mặc dù ghét cờ bạc, nhưng Maria vẫn bị các quý bà ép chơi hầu như mỗi ngày. Họ tin rằng "nếu bà kiềm chế thì có thể sẽ gây ra hậu quả nghiêm trọng". Hậu quả là Maria phải gánh chịu những khoản nợ nhỏ từ cờ bạc.
Đứa con đầu lòng của Maria là Catherine Laura ra đời vào ngày 10 tháng 1 năm 1675 (lịch cũ), được đặt theo tên của chị dâu là Vương hậu Catarina, đánh dấu sự khởi đầu của một loạt những người con chết yểu. Vào thời điểm này, Công tước phu nhân xứ York có mối quan hệ rất tốt với Quý cô Mary. Maria đã đến thăm vương nữ ẩn danh tại Den Haag và đưa Quý cô Anne đi cùng, sau khi Mary kết hôn với Willem xứ Oranje.

### Âm mưu Giáo hoàng và lưu vong
Thư ký Công giáo của Maria là Edward Colman, vào năm 1678 đã bị vu cáo tham gia vào một âm mưu bịa đặt chống lại nhà vua do Titus Oates thực hiện. Âm mưu này, được gọi là Âm mưu Giáo hoàng, đã dẫn đến Phong trào Loại trừ do Anthony Ashley Cooper, Bá tước thứ 1 xứ Shaftesbury dẫn đầu. Những người theo phe Loại trừ tìm cách ngăn cản Công tước xứ York theo Công giáo lên ngôi. Danh tiếng của họ bị hủy hoại, nhà York miễn cưỡng bị lưu đày đến Bruxelles, lãnh thổ của Carlos II của Tây Ban Nha, bề ngoài là để thăm Quý cô Mary, vợ của Thân vương Willem III xứ Oranje từ năm 1677. Cùng với cô con gái chưa đầy ba tuổi Isabella và Quý cô Anne, Maria vô cùng buồn bã trước mối quan hệ ngoài luồng của James với Catherine Sedley. Tinh thần của Maria được vực dậy trong chốc lát khi mẹ bà, lúc đó đang sống ở Roma đến thăm.

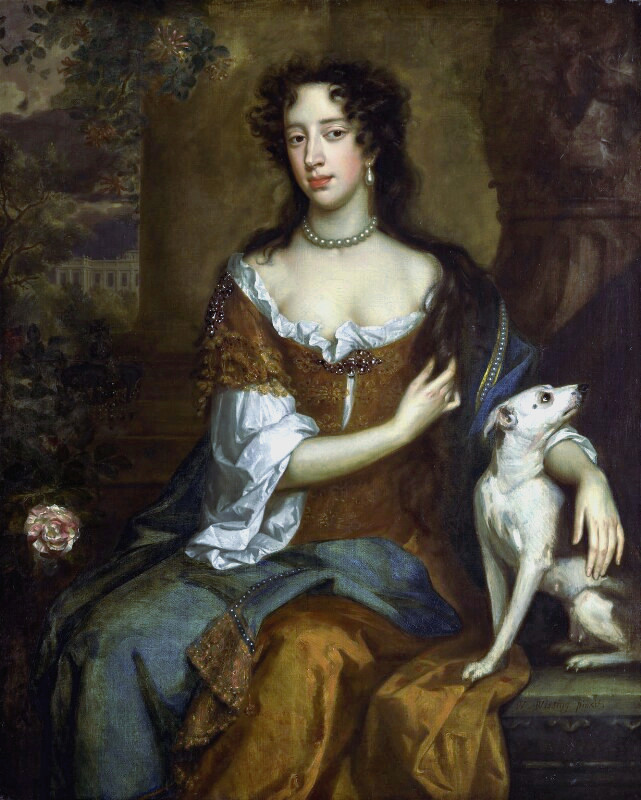
Maria vào năm chồng lên ngôi, 1685, trong một bức tranh của Willem Wissing

Tin tức cho biết Vua Charles lâm bệnh nặng đã khiến gia tộc York phải vội vã trở về Anh. Họ lo sợ con trai cả ngoài giá thú của nhà vua là James Scott, Công tước thứ 1 xứ Monmouth, chỉ huy lực lượng vũ trang của Anh, có thể cướp ngôi nếu Charles qua đời trước khi họ trở về. Mối nguy hiểm còn lớn hơn khi Monmouth nhận được sự ủng hộ của phe Loại trừ, những người chiếm đa số trong Hạ Nghị viện Anh. Charles sống sót, nhưng cảm thấy nhà York quay lại triều đình quá sớm nên đã gửi James và Maria đến Edinburgh, nơi họ ở lại liên tục trong ba năm tiếp theo. Khi lưu trú tại Cung điện Holyrood, nhà York phải sống mà không có Quý cô Anne và Isabella, những người ở lại Luân Đôn theo lệnh của Charles. Gia tộc York được triệu hồi về Luân Đôn vào tháng 2 năm 1680, rồi lại quay trở lại Edinburgh vào mùa thu năm đó, nhưng lần này họ có được vị thế danh giá hơn khi James được phong làm Ủy viên của Nhà vua tại Scotland. Bị tách biệt khỏi Isabella một lần nữa, Maria chìm vào nỗi buồn, và càng trầm trọng hơn khi dự luật Loại trừ được thông qua tại Hạ viện. Isabella, cho đến lúc này là người con duy nhất của Maria sống sót qua thời thơ ấu, đã qua đời vào tháng 2 năm 1681. Cái chết của Isabella khiến Maria rơi vào cơn cuồng tín tôn giáo, khiến bác sĩ của bà lo lắng. Cùng lúc tin tức về cái chết của Isabella truyền đến Holyrood, mẹ của Maria cũng bị buộc tội oan là treo giải thưởng 10.000 bảng Anh để giết nhà vua. Người tố cáo, một người viết pamfơlê, đã bị xử tử theo lệnh của Nhà vua.
Sự phản ứng của phe Loại trừ sau Âm mưu Giáo hoàng đã lắng xuống vào tháng 5 năm 1682. Quốc hội do những người theo phe Loại trừ thống trị bị đình chỉ từ tháng 3 năm 1681 và không bao giờ họp lại dưới thời Charles II. Do đó, Công tước và Công tước phu nhân trở về Anh, và Maria sinh một thêm con gái tên là Charlotte Mary vào tháng 8 năm 1682. Tuy nhiên, cái chết của Charlotte Mary vào ba tuần sau đó, theo đại sứ Pháp, đã cướp đi của James "niềm hy vọng rằng bất kỳ đứa con nào của ngài có thể sống sót" - tất cả các người con trai của James với người vợ đầu tiên đều qua đời khi còn nhỏ. Nỗi buồn của James đã tan biến khi ông lấy lại được danh tiếng sau khi một âm mưu giết chính ông và Charles bị phát hiện. Mục tiêu của âm mưu này, được biết đến với tên gọi Âm mưu Nhà Rye, là đưa Monmouth lên trở thành Bảo hộ công. Sự hồi sinh của James mạnh mẽ đến nỗi vào năm 1684, ông được tái gia nhập Viện cơ mật sau mười một năm vắng bóng.

## Vương hậu (1685–1688)
Bất chấp mọi sự sôi nổi về Chủ nghĩa Loại trừ, James đã dễ dàng lên ngôi thay Charles sau cái chết của anh trai, xảy ra vào ngày 6 tháng 2 năm 1685 (lịch cũ), có thể do nguy cơ rằng sự kiện nói trên sẽ có thể gây ra một cuộc nội chiến khác. Maria thực lòng thương tiếc Charles, và sau này nhớ lại rằng "Ngài ấy luôn tử tế với ta." Lễ đăng quang trị giá 119.000 bảng Anh của Maria và James, diễn ra vào ngày 23 tháng 4 (lịch cũ), là ngày Lễ Thánh George đã được lên kế hoạch tỉ mỉ. Maria đã tạo ra một tiền lệ, vì lễ đăng quang đầy đủ của cả hai vợ chồng chưa từng diễn ra, kể từ lễ đăng quang của Vua Henry VIII và Vương hậu Catalina.

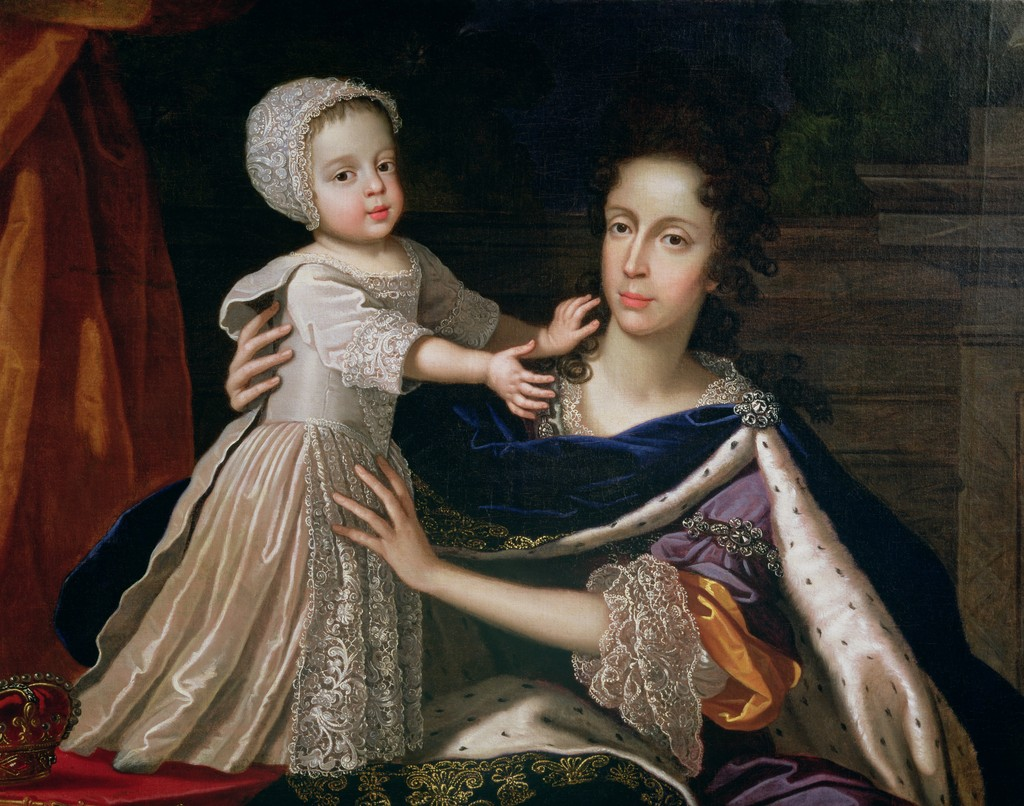
Vương hậu Maria cùng con trai là James Francis Edward, bởi Benedetto Gennari Trẻ

Sức khỏe của Vương hậu Maria vẫn chưa hồi phục sau cái chết của con gái Isabella. Thực tế, sức khỏe của Maria tệ đến mức sứ thần Toscana đã báo cáo với Firenze rằng "dư luận chung [cho người kế vị Maria] hướng đến Công nữ, con gái của Ngài Điện hạ". Nước Pháp cũng chuẩn bị cho sự ra đi sắp xảy ra của Maria bằng cách đề cử con gái của Công tước xứ Enghien làm ứng cử viên cho người vợ mới của James. Sau đó, Maria cố gắng ép buộc em trai là Công tước xứ Modena kết hôn với Anna Maria Luisa de' Medici.
Vào tháng 2 năm 1687, Maria, lúc đó tức giận vì mối quan hệ của James với Catherine Sedley, đã chuyển đến nơi ở mới tại Whitehall, nơi đã có một nhà nguyện Công giáo kể từ tháng 12 năm 1686. Căn hộ của Maria được thiết kế bởi Christopher Wren với chi phí 13.000 bảng Anh. Vì việc cải tạo cung điện vẫn chưa hoàn thành, nên James đã tiếp các đại sứ tại phòng của Maria, khiến bà rất phiền lòng. Năm tháng sau, ngay sau khi cuộc đàm phán kết hôn với Toscana thất bại, mẹ của Vương hậu là Công tước phu nhân Laura qua đời. Vì vậy, toàn thể triều đình Anh đều để tang. Công tước phu nhân Laura để lại cho Maria "một khoản tiền mặt đáng kể" và một số đồ trang sức. Willem III xứ Oranje, cháu trai và con rể của James, cảm nhận được sự bất mãn của người dân đối với chính phủ của James, nên đã lợi dụng cái chết của mẹ Maria làm cớ để cử anh họ là Bá tước xứ Zuylestein đến Anh, bề ngoài là để chia buồn với Vương hậu, nhưng thực chất là để làm gián điệp.

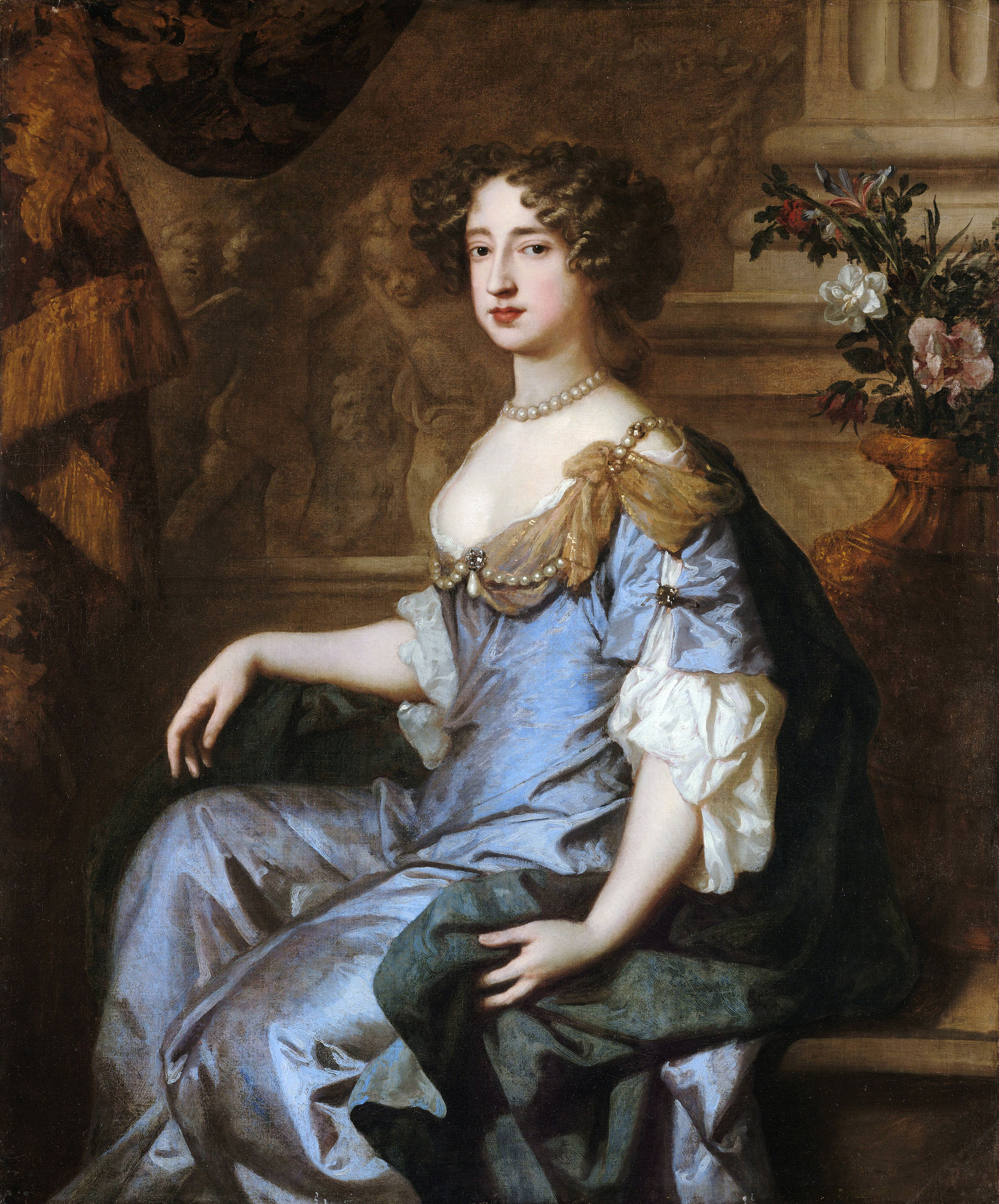
Mary II của Anh trong bức tranh được vẽ bởi Sir Peter Lely

Sau khi đến thăm Bath với hy vọng nước ở đây sẽ hỗ trợ việc thụ thai, Maria đã mang thai vào cuối năm 1687. Khi thông tin về việc mang thai được công khai ngay trước lễ Giáng sinh, người Công giáo đã rất vui mừng. Trong khi đó, những người theo Tin lành, những người đã chấp nhận chính quyền Công giáo của James vì không có người thừa kế theo Công giáo, đã tỏ ra lo ngại. Sự vỡ mộng của phe Tin Lành lên đến đỉnh điểm sau khi biết được đứa bé là con trai, và nhiều người Tin Lành tin rằng đứa trẻ là giả mạo; nếu không, triều đại Công giáo của James II sẽ được duy trì. Ý kiến phổ biến cho rằng đứa trẻ, được đặt tên là James Francis Edward, đã được lén đưa vào phòng sinh để thay thế cho đứa con thực sự nhưng đã chết lưu của Vương hậu. Tin đồn này được nhiều người theo Tin Lành chấp nhận là sự thật, cho dù vẫn có nhiều người chứng kiến sự ra đời của vương tử. Phần lớn do sự quản lý yếu kém của James, những tin đồn này có một số lý do như vì thành kiến cá nhân, James đã loại nhiều người khỏi buổi lễ mà lời khai của họ hẳn phải được coi là hợp lệ. Hầu hết các nhân chứng đều theo Công giáo hoặc là người ngoại quốc, và một số người, chẳng hạn như con gái James là Anne và các giáo sĩ Tin lành, hoặc họ hàng bên ngoại của các con gái ông, những người sẽ bị vương tử mới chào đời loại khỏi quyền kế vị trực tiếp, đã không có mặt.
Anne và chị gái Mary vẫn nghi ngờ rằng cha của họ đã đưa một đứa trẻ bị đánh tráo vào đất nước. Bá tước xứ Zuylestein, trở về Hà Lan ngay sau khi James Francis Edward sinh ra, đã đồng ý với những phát hiện của Anne.
Được đưa ra bởi bảy nhà quý tộc hàng đầu của đảng Whig, lời mời Willem xâm lược nước Anh báo hiệu sự khởi đầu của một cuộc cách mạng lên đến đỉnh điểm với việc phế truất James. Lời mời đảm bảo với Willem rằng "mười chín trong hai mươi người dân trên khắp vương quốc" mong muốn được can thiệp. Cuộc cách mạng, được gọi là Cách mạng Vinh quang, đã tước đi quyền kế vị ngai vàng nước Anh của James Francis Edward, với lý do vương tử không được coi là con trai thực sự của nhà vua, và sau đó là vì vương tử theo Công giáo. Khi nước Anh nằm trong tay đội quân 15.000 người của Willem xứ Oranje, James và Maria quyết định lưu vong sang Pháp. Vào ngày 9 tháng 12 năm 1688, Maria rời London, cải trang cùng với Thân vương xứ Wales còn nhỏ và đi cùng Victoria Davia-Montecuculi, theo sự sắp xếp của Antoine Nompar de Caumont. Sau khi đến Pháp qua Calais, James gia nhập cùng Maria vài tuần sau đó. Họ ở lại đây với sự hỗ trợ của em họ James là Louis XIV của Pháp, người ủng hộ phái Jacobite.

## Vương hậu trên mặt nước (1688–1701)

### Sự tiếp đón tại triều đình Louis XIV

Chân dung Louis XIV của Pháp bởi Hyacinthe Rigaud, 1701

James chính thức bị phế truất vào ngày 11 tháng 12 năm 1688 (lịch cũ) tại Anh và vào ngày 11 tháng 5 năm 1689 (lịch cũ) tại Scotland, và con gái của James là Mary cùng chồng là Willem được phong làm đồng quốc vương, lấy tên hiệu là Mary II và William III. Tuy nhiên James, được Louis XIV hậu thuẫn, vẫn tự coi mình là vua theo quyền lực thần thánh và cho rằng việc phế truất một quốc vương không nằm trong thẩm quyền của quốc hội. Louis đã trao cho vợ chồng James và Maria quyền sử dụng Château de Saint-Germain-en-Laye, nơi họ lập nên một triều đình lưu vong.
Maria nhanh chóng trở thành nhân vật được yêu thích tại triều đình Louis XIV ở Versailles, nơi bà được người viết nhật ký Madame de Sévigné ca ngợi vì "phong thái tao nhã và trí thông minh nhanh nhạy". Tuy nhiên, những vấn đề về thứ tự ưu tiên đã làm hỏng mối quan hệ của Maria với con dâu của Louis là Maria Anna Victoria xứ Bayern. Vì Maria được hưởng các đặc quyền và cấp bậc của một vương hậu nên Maria Anna bị coi nhẹ hơn. Vì vậy, Maria Anna đã từ chối gặp Maria vì nghi thức xã giao là một vấn đề nhạy cảm tại Versailles. Mặc dù vậy, Louis và người vợ bí mật là Madame de Maintenon đã trở thành bạn thân của Maria. Vì không có vương hậu tại triều đình Pháp, cũng không có dauphine (trữ phi) sau cái chết của Maria Anna vào năm 1690, nên Maria được ưu tiên hơn tất cả các thành viên nữ trong triều đình và vương thất Pháp, cũng như con gái Maria với tư cách là vương nữ hoàng gia cho đến khi dauphine Pháp tiếp theo xuất hiện vào năm 1711. James phần lớn bị loại khỏi cuộc sống triều đình Pháp. Những người cùng thời thấy James nhàm chán, và các cận thần Pháp thường nói đùa rằng "khi nói chuyện với ngài ấy, người ta hiểu tại sao ngài lại ở đây". Maria sinh con gái út Louise Mary vào năm 1692.
Ban đầu được người Công giáo Ireland ủng hộ trong nỗ lực giành lại ngai vàng, James đã phát động một cuộc viễn chinh tới Ireland vào tháng 3 năm 1689, nhưng đã từ bỏ sau thất bại tại Trận sông Boyne năm 1690. Trong chiến dịch của James, Maria đã ủng hộ sự nghiệp của chồng trên khắp quần đảo Anh bằng việc gửi ba tàu tiếp tế của Pháp đến Vịnh Bantry và 2.000 bảng Anh cho quân nổi loạn Jacobite tại Dundee, và đã tài trợ bằng cách bán đi đồ trang sức của mình. Triều đình lưu vong Stuart vẫn gặp nhiều khó khăn về tiền bạc, mặc dù vua Louis XIV đã cấp cho một khoản tiền lương hưu đáng kể là 50.000 livre. Maria cố gắng hết sức để giúp đỡ những người theo James đang sống trong cảnh nghèo đói, và khuyến khích các con mình dành một phần tiền tiêu vặt cho những người tị nạn Jacobite.

### Kế thừa gia tộc Este
Sự thất bại của cuộc xâm lược Ireland của James năm 1691 đã làm Maria buồn bã. Tinh thần của Maria lại trở nên phấn chấn hơn khi nghe tin về cuộc hôn nhân của em trai là Công tước xứ Modena với Margherita Maria Farnese của Parma. Vào năm 1695, khi em trai của Maria qua đời, gia tộc Este chỉ còn lại một người đứng đầu, chú của Maria là Hồng y-Công tước Rinaldo. Vương hậu Maria, lo lắng cho tương lai của triều đại, đã thúc giục Rinaldo từ chức Hồng y, "vì lợi ích của người dân và vì sự tồn tại của gia tộc Este". Người vợ của Rinaldo là Charlotte Felicitas xứ Braunschweig-Lüneburg, theo Maria, "là người có tính cách dễ chịu, phù hợp nhất [với Công tước]".
Tuy nhiên, một vấn đề gây tranh cãi đã nảy sinh liên quan đến quyền thừa kế và của hồi môn của Vương hậu. Công tước Rinaldo từ chối trao quyền thừa kế, và để lại số tiền hồi môn chưa trả là 15.000 bảng Anh. Năm năm sau, vào năm 1700, Rinaldo cuối cùng cũng đã trả số tiền hồi môn cho Maria. Tuy nhiên, quyền thừa kế của bà vẫn bị tịch thu, và mối quan hệ của Maria với Modena lại trở nên tồi tệ hơn khi Rinaldo liên minh với Hoàng đế La Mã Thần thánh Leopold I, kẻ thù của Louis XIV.

## Nhiếp chính (1701–1704)

Phù hiệu của Vương hậu Maria với tư cách là Vương hậu nước Anh, miêu tả Vương gia huy của Anh, Scotland và Ireland được gắn với phiên bản nhỏ hơn của phù hiệu cha Maria là Alfonso IV, với tư cách là Công tước xứ Modena.

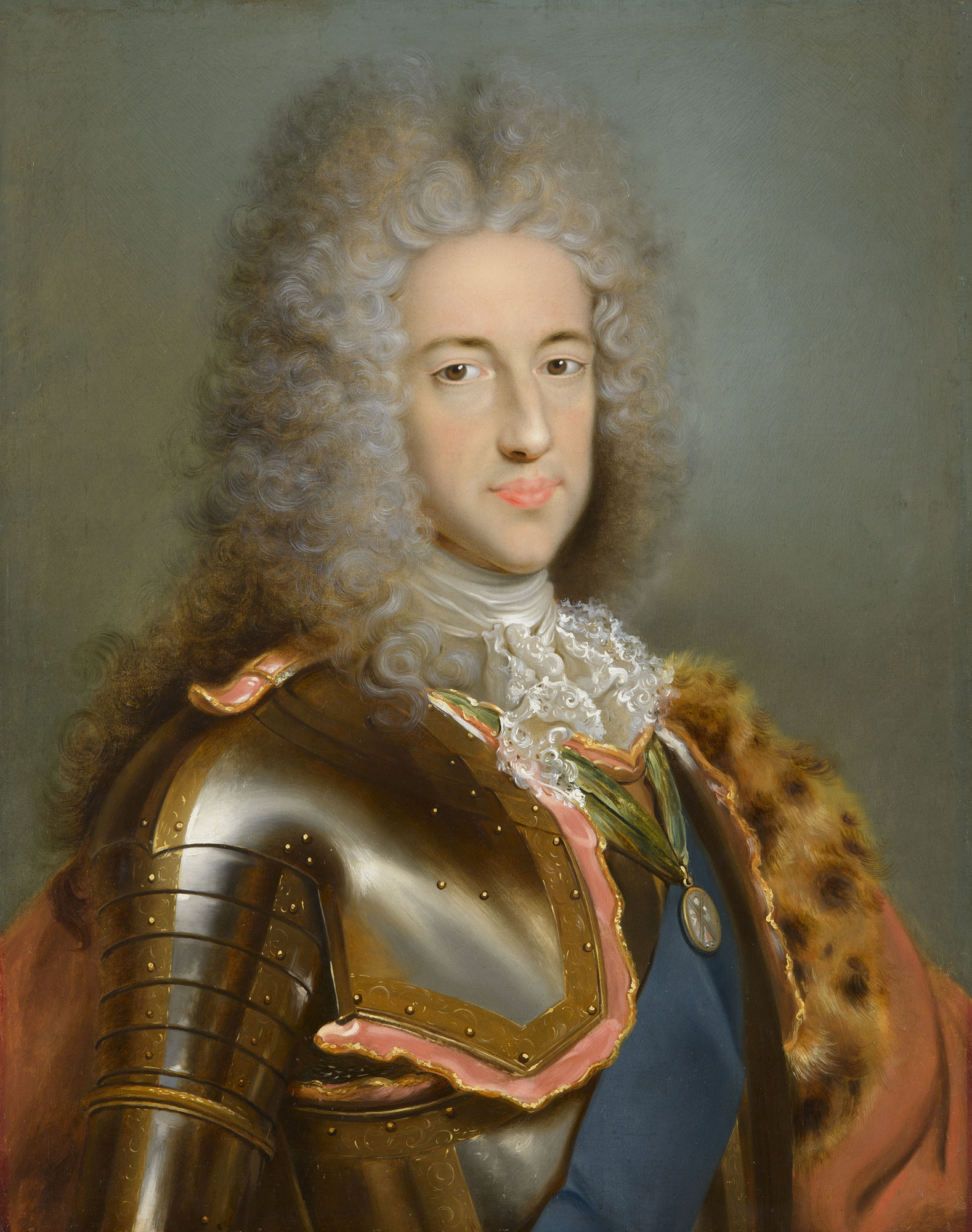
James Francis Edward Stuart, người con trai duy nhất còn sống của Maria, trong bức chân dung được vẽ bởi Antonio David.

Vào tháng 3 năm 1701, James bị đột quỵ khi đang dự thánh lễ tại Lâu đài Saint-Germain-en-Laye, khiến ông bị liệt một phần cơ thể. Fagon, bác sĩ riêng của Louis XIV, đã khuyên dùng nước tại Bourbon-l'Archambault để chữa bệnh liệt của James. Tuy nhiên, nước không có tác dụng nhiều và James qua đời vì cơn động kinh vào ngày 16 tháng 9 năm 1701. Louis, vi phạm Hiệp ước Ryswick và chọc tức William, đã tuyên bố James Francis Edward là Vua của Anh, Ireland và Scotland với tước hiệu là James III và VIII. Maria đóng vai trò nhiếp chính trên danh nghĩa cho người con trai còn nhỏ của mình, và cũng chủ trì hội đồng nhiếp chính của con trai, mặc dù không quan tâm đến chính trị. Trước khi qua đời, James II đã bày tỏ mong muốn rằng quyền nhiếp chính của Maria sẽ không kéo dài quá sinh nhật lần thứ 18 của James Francis Edward.
Để tang trong suốt quãng đời còn lại, hành động đầu tiên của Maria với tư cách là nhiếp chính là phổ biến bản tuyên ngôn, nêu rõ những yêu sách của James Francis Edward, nhưng phần lớn bị bỏ qua ở Anh. Tuy nhiên, tại Scotland, các Lãnh chúa liên minh đã cử Lãnh chúa Belhaven đến Saint-Germain để thuyết phục Vương hậu giao cho họ quyền giám hộ James Francis Edward và chấp thuận cho vương tử cải đạo sang Tin lành. Belhaven cho biết việc cải đạo sẽ giúp James Francis Edward có thể lên ngôi vua Anh sau khi William qua đời. Maria không bị thuyết phục bởi lập luận của Belhaven, vì vậy họ đã đi đến một thỏa hiệp: James Francis Edward, nếu trở thành vua, sẽ hạn chế số lượng linh mục Công giáo ở Anh và hứa sẽ không can thiệp vào Giáo hội Anh. Đổi lại, các Lãnh chúa liên minh sẽ làm mọi cách có thể để ngăn chặn việc kế vị của gia tộc Hannover tại quốc hội Scotland. Vào tháng 3 năm 1702, khi William qua đời, Lãnh chúa Lovat tuyên bố ủng hộ James Francis Edward tại Inverness. Ngay sau đó, Lovat đã đến triều đình lưu vong ở Saint-Germain và cầu xin Maria cho phép con trai đến Scotland. Lovat có ý định chiêu mộ một đội quân gồm 15.000 binh lính ở Scotland để giành ngai vàng cho James Francis Edward. Tuy nhiên, Maria từ chối giao con trai và cuộc nổi loạn đã thất bại. Quyền nhiếp chính của Maria chấm dứt khi James Francis Edward đạt đến tuổi 16.

## Cuối đời
Từ khi còn trẻ, Maria đã mong muốn trở thành một nữ tu, và bà đã tìm nơi ẩn náu để tránh khỏi những căng thẳng của cuộc sống lưu vong tại Tu viện Thăm viếng, Chaillot, gần Paris, nơi Maria kết bạn với người tình cũ đang hối cải của Louis XIV là Louise de La Vallière. Ở đây, Maria thường ở lại với con gái trong thời gian dài vào hầu như mỗi mùa hè. Cũng tại đây, vào năm 1711, Maria phát hiện ra rằng, theo Hiệp ước Utrecht đang ở trong giai đoạn hình thành, James Francis Edward sẽ mất đi sự công nhận rõ ràng của Louis và buộc phải rời khỏi nước Pháp. Năm sau đó, khi James Francis Edward bị trục xuất và Louise Mary qua đời vì bệnh đậu mùa, Maria đã rất buồn bã. Theo người bạn thân của Maria là Madame de Maintenon, Maria là "hình mẫu của sự hoang tàn". Không còn gia đình bên cạnh, Maria sống những ngày còn lại tại Chaillot và Saint-Germain trong cảnh nghèo đói, không thể tự mình đi lại vì tất cả đàn ngựa đã chết, và bà không đủ khả năng để mua ngựa thay thế.
Sau khi qua đời vì bệnh ung thư vào ngày 7 tháng 5 năm 1718, Maria được những người Pháp đương thời nhớ đến với tình cảm trìu mến, ba trong số họ là Elisabeth Charlotte của Pfalz, Công tước xứ Saint-Simon và Hầu tước xứ Dangeau coi Maria như một "vị thánh". Thi hài của Maria được chôn cất tại Chaillot cùng với những nữ tu mà bà đã kết bạn.

## Con cái
| Tên                             | Sinh - Mất                                      | Ghi chú |
| ------------------------------- | ----------------------------------------------- | --- |
| Không rõ                        | Tháng 3 hoặc Tháng 5 năm 1674                   | Chết lưu |
| Catherine Laura                 | 10 tháng 1 năm 1675 – 3 tháng 10 năm 1675       | Qua đời vì co giật |
| Không rõ                        | Tháng 10 năm 1675                               | Chết lưu |
| Isabel (hoặc là Isabella)       | 28 tháng 8 năm 1676 – 2 hoặc 4 tháng 3 năm 1681 | Được chôn cất tại Tu viện Westminster vào ngày 4 tháng 3 (theo Lịch cũ) với tên gọi "Quý cô Isabella, con gái của Công tước xứ York"                               |
| Charles, Công tước xứ Cambridge | 7 tháng 11 năm 1677 – 12 tháng 12 năm 1677      | Qua đời vì bệnh đậu mùa |
| Elizabeth                       | k. 1678                                         | |
| Không rõ                        | Tháng 2 năm 1681                                | Chết lưu |
| Charlotte Maria                 | 16 tháng 8 năm 1682 – 16 tháng 10 năm 1682      | Qua đời vì co giật và được chôn cất tại Tu viện Westminster vào ngày 8 tháng 10 (theo Lịch cũ) với tên gọi "Quý cô Charlotte-Marie, con gái của Công tước xứ York" |
| Không rõ                        | Tháng 10 năm 1683                               | Chết lưu |
| Không rõ                        | Tháng 5 năm 1684                                | Chết lưu |
| James, Thân vương xứ Wales      | 10 tháng 6 năm 1688 – 1 tháng 1 năm 1766        | Kết hôn với Klementyna Sobieska năm 1719; có con cái |
| Louisa Maria Teresa             | 28 tháng 6 năm 1692 – 18 tháng 4 năm 1712       | Qua đời vì bệnh đậu mùa |

## Tổ tiên
| \| \| \| \| \| \| \| \| \| \| \| 8. Alfonso III d'Este[116] \| \| \| \| \| \| \| \| \| \| \| \| \| \| \| \| \| \| \| \| \| \| \| \| \| \| \| \| \| \| \| \| \| \| \| \| \| \| \| \| \| \| \| \| \| \| \| \| \| \| \| 4. Francesco I d'Este[116] \| \| \| \| \| \| \| \| \| \| \| \| \| \| \| \| \| \| \| \| \| \| \| \| \| \| \| \| \| \| \| \| \| \| \| \| \| \| \| \| \| \| \| \| \| \| \| \| \| \| \| \| \| \| \| \| \| \| \| \| 9. Isabella của Savoia[117] \| \| \| \| \| \| \| \| \| \| \| \| \| \| \| \| \| \| \| \| \| \| \| \| \| \| \| \| \| \| \| \| \| \| \| \| \| \| \| \| \| \| \| \| \| \| \| \| \| \| \| \| \| \| \| \| \| \| \| \| 2. Alfonso IV d'Este \| \| \| \| \| \| \| \| \| \| \| \| \| \| \| \| \| \| \| \| \| \| \| \| \| \| \| \| \| \| \| \| \| \| \| \| \| \| \| \| \| \| \| \| \| \| \| \| \| \| \| \| \| \| \| \| \| \| \| \| 10. Ranuccio I Farnese, Công tước xứ Parma[118] \| \| \| \| \| \| \| \| \| \| \| \| \| \| \| \| \| \| \| \| \| \| \| \| \| \| \| \| \| \| \| \| \| \| \| \| \| \| \| \| \| \| \| \| \| \| \| \| \| \| \| \| \| \| \| \| \| \| \| \| 5. Maria Caterina Farnese[116] \| \| \| \| \| \| \| \| \| \| \| \| \| \| \| \| \| \| \| \| \| \| \| \| \| \| \| \| \| \| \| \| \| \| \| \| \| \| \| \| \| \| \| \| \| \| \| \| \| \| \| \| \| \| \| \| \| \| \| \| 11. Margherita Aldobrandini[119] \| \| \| \| \| \| \| \| \| \| \| \| \| \| \| \| \| \| \| \| \| \| \| \| \| \| \| \| \| \| \| \| \| \| \| \| \| \| \| \| \| \| \| \| \| \| \| \| \| \| \| \| \| \| \| \| \| \| \| \| 1. Maria xứ Modena \| \| \| \| \| \| \| \| \| \| \| \| \| \| \| \| \| \| \| \| \| \| \| \| \| \| \| \| \| \| \| \| \| \| \| \| \| \| \| \| \| \| \| \| \| \| \| \| \| \| \| \| \| \| \| \| \| \| \| \| 12. Vincenzo Martinozzi \| \| \| \| \| \| \| \| \| \| \| \| \| \| \| \| \| \| \| \| \| \| \| \| \| \| \| \| \| \| \| \| \| \| \| \| \| \| \| \| \| \| \| \| \| \| \| \| \| \| \| \| \| \| \| \| \| \| \| \| 6. Hieronymus Martinozzi[120] \| \| \| \| \| \| \| \| \| \| \| \| \| \| \| \| \| \| \| \| \| \| \| \| \| \| \| \| \| \| \| \| \| \| \| \| \| \| \| \| \| \| \| \| \| \| \| \| \| \| \| \| \| \| \| \| \| \| \| \| 13. Margherita Marcolini \| \| \| \| \| \| \| \| \| \| \| \| \| \| \| \| \| \| \| \| \| \| \| \| \| \| \| \| \| \| \| \| \| \| \| \| \| \| \| \| \| \| \| \| \| \| \| \| \| \| \| \| \| \| \| \| \| \| \| \| 3. Laura Martinozzi[120] \| \| \| \| \| \| \| \| \| \| \| \| \| \| \| \| \| \| \| \| \| \| \| \| \| \| \| \| \| \| \| \| \| \| \| \| \| \| \| \| \| \| \| \| \| \| \| \| \| \| \| \| \| \| \| \| \| \| \| \| 14. Pietro Mazzarini[121] \| \| \| \| \| \| \| \| \| \| \| \| \| \| \| \| \| \| \| \| \| \| \| \| \| \| \| \| \| \| \| \| \| \| \| \| \| \| \| \| \| \| \| \| \| \| \| \| \| \| \| \| \| \| \| \| \| \| \| \| 7. Laura Mazarini[120] \| \| \| \| \| \| \| \| \| \| \| \| \| \| \| \| \| \| \| \| \| \| \| \| \| \| \| \| \| \| \| \| \| \| \| \| \| \| \| \| \| \| \| \| \| \| \| \| \| \| \| \| \| \| \| \| \| \| \| \| 15. Ortensia Buffalini \| \| \| \| \| \| \| \| \| \| \| \| \| \| \| \| \| \| \| \| \| \| \| \| \| \| \| \| \| \| \| \| \| \| \| \| \| \| \| \| \| \| \| |                                            |  |  |  |  |  |  |  |  |                       |  |  |  |
| |                                            |  |  |  |  |  |  |  |  | 8. Alfonso III d'Este |  |  |  |
| |                                            |  |  |  |  |  |  |  |  |                       |  |  |  |
| |                                            |  |  |  |  |  |  |  |  |                       |  |  |  |
| |                                            |  |  |  |  |  |  |  |  |                       |  |  |  |
| | 4. Francesco I d'Este                      |  |  |  |  |  |  |  |  |                       |  |  |  |
| |                                            |  |  |  |  |  |  |  |  |                       |  |  |  |
| |                                            |  |  |  |  |  |  |  |  |                       |  |  |  |
| |                                            |  |  |  |  |  |  |  |  |                       |  |  |  |
| | 9. Isabella của Savoia                     |  |  |  |  |  |  |  |  |                       |  |  |  |
| |                                            |  |  |  |  |  |  |  |  |                       |  |  |  |
| |                                            |  |  |  |  |  |  |  |  |                       |  |  |  |
| |                                            |  |  |  |  |  |  |  |  |                       |  |  |  |
| | 2. Alfonso IV d'Este                       |  |  |  |  |  |  |  |  |                       |  |  |  |
| |                                            |  |  |  |  |  |  |  |  |                       |  |  |  |
| |                                            |  |  |  |  |  |  |  |  |                       |  |  |  |
| |                                            |  |  |  |  |  |  |  |  |                       |  |  |  |
| | 10. Ranuccio I Farnese, Công tước xứ Parma |  |  |  |  |  |  |  |  |                       |  |  |  |
| |                                            |  |  |  |  |  |  |  |  |                       |  |  |  |
| |                                            |  |  |  |  |  |  |  |  |                       |  |  |  |
| |                                            |  |  |  |  |  |  |  |  |                       |  |  |  |
| | 5. Maria Caterina Farnese                  |  |  |  |  |  |  |  |  |                       |  |  |  |
| |                                            |  |  |  |  |  |  |  |  |                       |  |  |  |
| |                                            |  |  |  |  |  |  |  |  |                       |  |  |  |
| |                                            |  |  |  |  |  |  |  |  |                       |  |  |  |
| | 11. Margherita Aldobrandini                |  |  |  |  |  |  |  |  |                       |  |  |  |
| |                                            |  |  |  |  |  |  |  |  |                       |  |  |  |
| |                                            |  |  |  |  |  |  |  |  |                       |  |  |  |
| |                                            |  |  |  |  |  |  |  |  |                       |  |  |  |
| | 1. Maria xứ Modena                         |  |  |  |  |  |  |  |  |                       |  |  |  |
| |                                            |  |  |  |  |  |  |  |  |                       |  |  |  |
| |                                            |  |  |  |  |  |  |  |  |                       |  |  |  |
| |                                            |  |  |  |  |  |  |  |  |                       |  |  |  |
| | 12. Vincenzo Martinozzi                    |  |  |  |  |  |  |  |  |                       |  |  |  |
| |                                            |  |  |  |  |  |  |  |  |                       |  |  |  |
| |                                            |  |  |  |  |  |  |  |  |                       |  |  |  |
| |                                            |  |  |  |  |  |  |  |  |                       |  |  |  |
| | 6. Hieronymus Martinozzi                   |  |  |  |  |  |  |  |  |                       |  |  |  |
| |                                            |  |  |  |  |  |  |  |  |                       |  |  |  |
| |                                            |  |  |  |  |  |  |  |  |                       |  |  |  |
| |                                            |  |  |  |  |  |  |  |  |                       |  |  |  |
| | 13. Margherita Marcolini                   |  |  |  |  |  |  |  |  |                       |  |  |  |
| |                                            |  |  |  |  |  |  |  |  |                       |  |  |  |
| |                                            |  |  |  |  |  |  |  |  |                       |  |  |  |
| |                                            |  |  |  |  |  |  |  |  |                       |  |  |  |
| | 3. Laura Martinozzi                        |  |  |  |  |  |  |  |  |                       |  |  |  |
| |                                            |  |  |  |  |  |  |  |  |                       |  |  |  |
| |                                            |  |  |  |  |  |  |  |  |                       |  |  |  |
| |                                            |  |  |  |  |  |  |  |  |                       |  |  |  |
| | 14. Pietro Mazzarini                       |  |  |  |  |  |  |  |  |                       |  |  |  |
| |                                            |  |  |  |  |  |  |  |  |                       |  |  |  |
| |                                            |  |  |  |  |  |  |  |  |                       |  |  |  |
| |                                            |  |  |  |  |  |  |  |  |                       |  |  |  |
| | 7. Laura Mazarini                          |  |  |  |  |  |  |  |  |                       |  |  |  |
| |                                            |  |  |  |  |  |  |  |  |                       |  |  |  |
| |                                            |  |  |  |  |  |  |  |  |                       |  |  |  |
| |                                            |  |  |  |  |  |  |  |  |                       |  |  |  |
| | 15. Ortensia Buffalini                     |  |  |  |  |  |  |  |  |                       |  |  |  |
| |                                            |  |  |  |  |  |  |  |  |                       |  |  |  |
| |                                            |  |  |  |  |  |  |  |  |                       |  |  |  |